# Drew Gulak
Drew Gulak (Abington, Pensilvania, 28 de abril de 1987) es un luchador profesional estadounidense que trabaja en el circuito independiente. Es conocido por haber trabajado para la empresa WWE, así también como para promociones como Chikara, Dragon Gate USA, Pro Wrestling Guerrilla, Westside Xtreme Wrestling y Combat Zone Wrestling (CZW).
Entre sus logros en CZW se destaca un reinado como Campeón Mundial Peso Pesado de CZW, dos veces Campeón Mundial en Parejas de CZW junto a Andy Sumner, y 1 vez Campeón Cableado de CZW, esto lo convierte en Campeón de 3 Coronas. Además, fue el ganador de chris cash memorial battle royal en 2015.

## Carrera

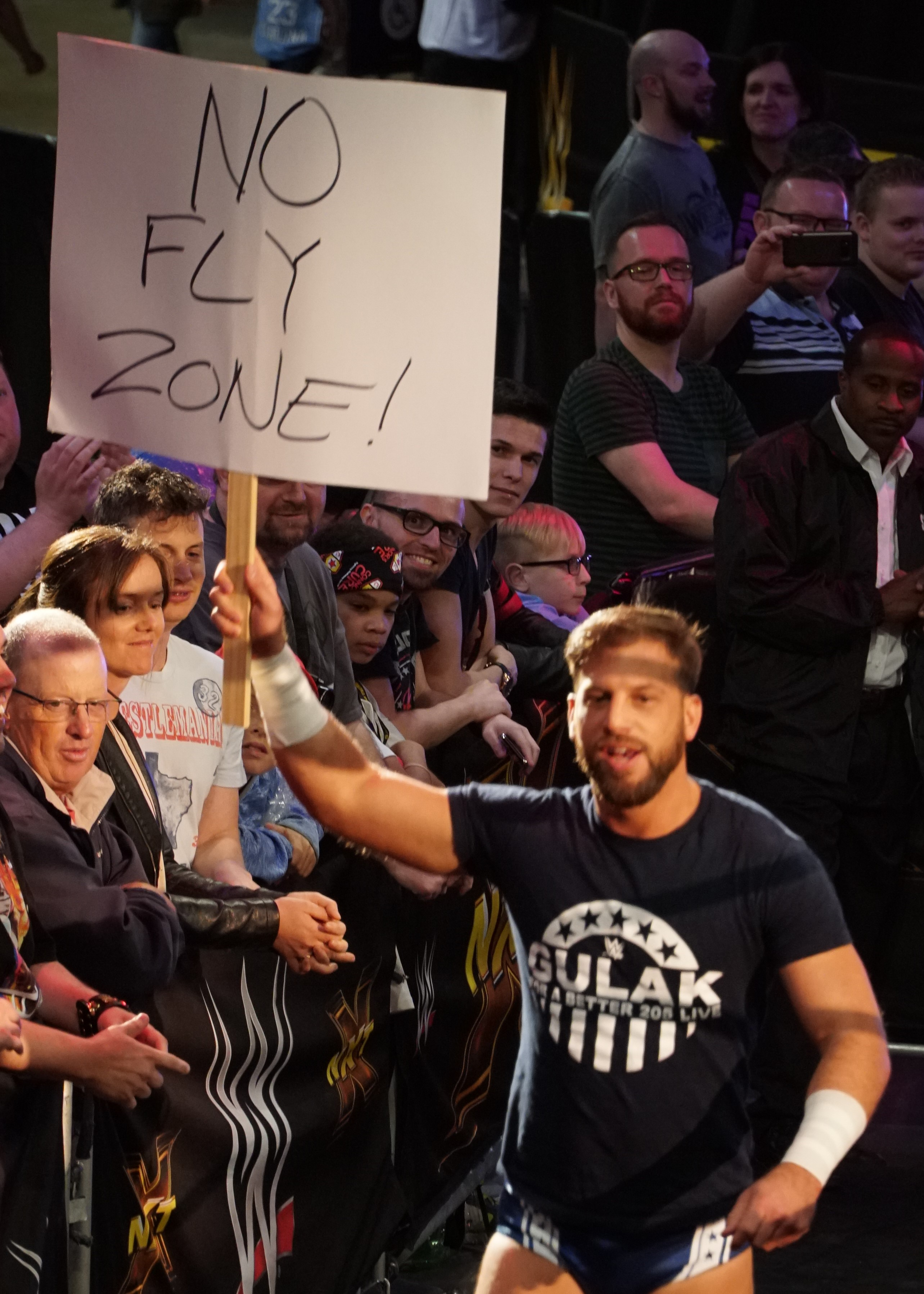
Drew Gulak en WWE Axxess haciendo campaña por una Zona de Exclusión Aérea en la WWE.

### WWE (2016–2024)

#### No-Fly Zone (2016-2018)
El 7 de mayo de 2016, Gulak derrotó a Tracy Williams en Evolve 61 para clasificarse para el próximo torneo denominado Global Cruiserweight Series de la promoción WWE. El torneo comenzó el 23 de junio, en donde Gulak derrotó a Harv Sihra por rendición en la primera ronda. El 14 de julio, Gulak fue eliminado del torneo por Zack Saber Jr. El 14 de septiembre en NXT, Gulak tuvo un combate ante Hideo Itami pero fue derrotado.
El 26 de septiembre en Raw, Gulak hizo su debut en el plantel principal como heel, haciendo equipo con Lince Dorado pero perdieron ante el equipo de Rich Swann y Cedric Alexander. En el kick-off del evento Hell in a Cell, Gulak hizo equipo con Tony Nese y Ariya Daivari pero perdieron ante Cedric Alexander, Lince Dorado y Sin Cara. En el kick-off del evento Survivor Series, Gulak, Nese y Daivari perdieron ante T.J. Perkins, Rich Swann y Noam Dar. En diciembre, se confirmó que Gulak había firmado finalmente con WWE. El 2 de enero de 2017 en Raw, Gulak ganó su primera lucha en el plantel principal ante Cedric Alexander.
El 28 de marzo en 205 Live, se acercó a Mustafa Ali para pedirle que usara un estilo más conservador, en un intento de cambiar 205 Live. El 2 de mayo en 205 Live, Gulak derrotó a Mustafa Ali. Luego de la lucha, dijo que su victoria era parte de una campaña de vindicación por su  "zona de exclusión aérea", porque su estilo volador no funcionaba. Su rivalidad finalizó el 18 de julio, cuando Gulak perdió ante Ali en un two-out-of-three falls match. El 12 de septiembre en 205 Live, fue arrestado por Breezango (Fandango y Tyler Breeze). Luego inició un feudo con Akira Tozawa por cantar su grito de guerra. 

#### Campeón de Peso Crucero (2018-2019)
Luego de que se anunciara un torneo para coronar a un nuevo Campeón de Peso Crucero, Gulak derrotó a Tony Nese en la primera ronda del episodio del 13 de febrero de 2018 de 205 Live y a Mark Andrews en la siguiente ronda, pero sería derrotado por Mustafa Ali el 20 de marzo en la semifinal, luego el 205 Live del 10 de abril perdería ante Mark Andrews, iniciando una rivalidad entre ambos técnicos en NXT.
En el 205 Live del 24 de abril participó del Gauntlet Match para ser retador al Título Peso Crucero en Greatest Royal Rumble, en la cual eliminó a Mustafa Ali & Tony Nese, pero al final fue derrotado por Kalisto.  El 27 de abril participó en el Greatest Royal Rumble representando a 205 Live entrando con el número 23, pero fue eliminado por Tucker Knight.
El 24 de julio en 205 Live, derrotó en un Fatal 4-Way Match a T.J.P, Hideo Itami y Mustafa Ali para ser el primer contendiente por el Título Crucero de Cedric Alexander en Summerslam, en Summerslam, Gulak fue derrotado por Cedric. Pero debido al final de su combate en 205 Live posteriores comenzaron a atacarse entre ellos, esto lo llevó a otra oportunidad al Campeonato Peso Crucero de Cedric Alexander en el 205 Live del 19 de septiembre, pero perdió. El 3 de septiembre, regresó a Raw, para unirse junto a The Authors Of Pain y otros más del roster al ataque contra The Shield.
Iniciando el 2019, en el 205 Live del 2 de enero perdió frente a Akira Tozawa en un combate para clasificar a la Fatal 4-Way Match en Royal Rumble 2019.
En el 26 febrero en 205 Live derrotó a The Brian Kendrick en la primera ronda del torneo por una oportunidad al Campeonato Peso Crucero de Buddy Murphy en Wrestlemania 35, pero fue derrotado por Tony Nese en la semifinal del torneo el 12 de marzo en 205 Live.
Después de Wrestlemania 35 comenzó a tener segmentos en backstage con Humberto Carrillo & Jack Gallagher, y el 23 de abril en 205 Live sería derrotado por Humberto Carrillo terminando así un breve feudo, y el 30 de abril en 205 Live fue derrotado por el campeón del Peso Crucero Tony Nese. En Super Show-Down participó en la 50-Man Battle Royal Match donde fue eliminado por Tony Nese.
El 4 de junio en 205 Live atacó a Noam Dar y lo reemplazó en su lucha contra Akira Tozawa, al cual derrotó para que ya no tuviera la oportunidad al Título Peso Crucero, esto causó que la siguiente semana, el 11 de junio participara en un Fatal 4-Way Match frente a Humberto Carrillo, Oney Lorcan & Akira Tozawa, con quien terminó empatando, y a la siguiente semana se anunciaría que estaría junto a Akira Tozawa en la Triple Threat Match por el Campeonato Peso Crucero de Tony Nese en Stomping Grounds, lucha que ganó convirtiéndose en el nuevo Campeón Peso Crucero de la WWE, y siguiendo con su fuedo con Tony Nese hasta en el Kick Off de Extreme Rules donde derrotó a Tony Nese reteniendo su título y acabando con el feudo.
Luego comenzó un feudo con Oney Lorcan quien se había ganado la oportunidad de retarlo por el Campeonato Peso Crucero en Summerslam, y llegado ese día lo derrotó en el Kick Off de Summerslam reteniendo su Campeonato, y siguiendo con el feudo en el 205 Live posterior a Summerslam derrotó nuevamente a Oney Lorcan reteniendo su título con éxito, para acabar con el feudo el 205 Live del 20 de agosto junto a Angel Garza, Ariya Daivari, Tony Nese & Mike Kanellis fueron derrotados por el Team Lorcan(Oney Lorcan, Humberto Carrillo, Jack Gallagher, Isaiah "Swerve" Scott & Akira Tozawa), donde eliminó a Scott, pero fue descalificado por golpear a Lorcan con una silla, acabando así su feudo para comenzar otro con su retador a su título, Humberto Carrillo, quien obtuvo una oportunidad al Campeonato Peso Crucero, derrotando a Oney Lorcan, pero Lince Dorado se habría añadido al combate entre Gulak y Carrillo convirtiéndolo en una Triple Threat Match en Clash Of Champions. En el Kick-Off de Clash Of Champions, derrotó a Lince Dorado y a Humberto Carrillo en una Triple Threat Match y retuvo el Campeonato Peso Crucero.
En el NXT del 9 de octubre se enfrentó a Lio Rush por el Campeonato Peso Crucero de NXT, sin embargo perdió, terminando así su reinado de 108 días, después del combate Gulak y Rush se dieron la mano en señal de respeto.

#### Alianza con Daniel Bryan (2019-2020)
Debido al Draft, Gulak fue transferido de 205 Live a SmackDown!. Debutando en SmackDown siendo derrotado por Braun Strowman, luego sería derrotado por Kalisto y semanas después fue derrotado por Ali.
A comienzos de 2020, en febrero ofreció a Heath Slater la forma de como derrotar a Daniel Bryan, que con esto comenzaría un feudo contra Daniel Bryan, y la siguiente semana en SmackDown!, estuvo en la mesa de comentarios para ver el combate entre Bryan y Curtis Axel, donde Bryan derrotó a Axel, la siguiente semana en SmackDown, Drake Maverick se ofreció para derrotar a Bryan, pero Gulak le dijo que no podría ya que Gulak tiene los secretos para derrotar a Daniel Bryan, posteriormente fue interrumpido por Bryan quien lo retó a un combate en Elimination Chamber. En Elimination Chamber fue derrotado por Daniel Bryan. En el SmackDown junto a Daniel Bryan derrotaron a Cesaro & Shinsuke Nakamura, y la siguiente semana en SmackDown!, Gulak derrotó a Shinsuke Nakamura para que Daniel Bryan se enfrentará a Sami Zayn por el Campeonato Intercontinental de la WWE en WrestleMania 36. En SmackDown!, fue derrotado por King Corbin en un combate clasificatorio al Men's Money In The Bank Ladder Match en Money In The Bank. En el SmackDown! del 15 de mayo fue derrotado por Daniel Bryan en la 1.ª ronda del torneo por el vacante Campeonato Intercontinental de la WWE, después del combate él y Bryan se dieron la mano en señal de respeto, siendo este su último combate en WWE ya que el 16 de mayo no renovó su contrato. 

#### Campeón 24/7 (2020-2022)
El 25 de mayo de 2020, se indicó que había renovado su contrato con la empresa, y su perfil en WWE.com fue trasladado de vuelta al roster de SmackDown. Regresó en el SmackDown! del 29 de mayo, se enfrentó a Sheamus, King Corbin, Dolph Ziggler, Shinsuke Nakamura, Shorty G, Jey Uso, Cesaro, Gran Metalik y a Lince Dorado en una Battle Royal Match para reemplazar a Jeff Hardy en el Torneo por el vacante Campeonato Intercontinental de la WWE, debido a que fue arrestado(Kayfabe), sin embargo fue eliminado por Corbin, la siguiente semana en SmackDown!, derrotó a A.J. Styles, en el SmackDown! del 3 julio se enfrentó a A.J. Styles por el Campeonato Intercontinental de la WWE, sin embargo perdió.
En Clash Of Champions, en el backstage cubrió a R-Truth con un «Roll-Up» ganando el Campeonato 24/7 de la WWE por primera vez, más tarde esa noche mientras era entrevistado en backstage, R-Truth lo derrotó cuando lo golpeó con un maletín. Al noche siguiente en el backstage de Raw, cubrió a Akira Tozawa y ganó el título. Como parte del Draft 2020 en octubre, Gulak fue reclutado para la marca Raw. En el Kick-Off de Hell In A Cell, se enfrentó a R-Truth por el Campeonato 24/7 de la WWE, sin embargo perdió. En el Raw del 2 de noviembre, intentó cubrir a R-Truth para ganar el Campeonato 24/7 de la WWE, sin embargo fue detenido por Bobby Lashley con una «Full Nelson», después de quedar inconsciente, Lashley lo colocó sobre R-Truth para la cuenta de 3 y ganando el Campeonato 24/7 de la WWE por 4.ª vez, la siguiente semana en Raw, en backstage habló con M.V.P para poder unirse a The Hurt Business, sin embargo fue atacado por los miembros de The Hurt Business(M.V.P, Bobby Lashley, Shelton Benjamin & Cedric Alexander), después de ser atacado, R-Truth lo cubrió, perdiendo el Campeonato 24/7 de la WWE, terminando con un reinado de 7 días, más tarde esa noche, se enfrentó a R-Truth, Akira Tozawa, Gran Metalik, Lince Dorado, Erik y a Tucker en un 7-Way Match por el Campeonato 24/7 de la WWE, sin embargo perdió, después del combate, cubrió a Erik con un «Roll-up» en ringside y ganó el Campeonato 24/7 de la WWE por 5.ª vez, sin embargo en el ring fue derrotado por Tucker con un «Small Package» perdiendo el Campeonato 24/7 de la WWE en 15 segundos de reinado, pero lo revertiria en otro «Small Package» ganando el Campeonato 24/7 de la WWE por 6.ª vez, pero Tucker lo revirtió en otro «Small Package» perdiendo el Campeonato 24/7 de la WWE en 6 segundos de reinado, posteriormente persiguió a R-Truth para intentar ganar el Campeonato 24/7 de la WWE
Comenzando el 2021, en el Main Event emitido el 7 de enero, fue derrotado por Ricochet. La siguiente semana en Raw, se enfrentó a AJ Styles, con la condición que sí Gulak ganaba, participaría en el Men's Royal Rumble Match en Royal Rumble, sin embargo perdió. Posteriormente perdería ante luchadores en Main Event, tales como Humberto Carrillo, T-BAR y Mansoor con el que empezó un corto feudo, terminando junto a Akira Tozawa siendo derrotados por Mansoor & Ricochet, en el Main Event emitido el 25 de marzo, derrotó a Akira Tozawa, siendo su primera victoria del año, la siguiente semana en Main Event emitido el 1.º de abril, fue derrotado por Humberto Carrillo y a la siguiente semana en el Main Event emitido el 8 de abril, fue derrotado por Mansoor. A la noche siguiente en SmackDown! WrestleMania Edition, participó en el André the Giant Memorial Battle Royal, sin embargo fue eliminado por T-BAR & MACE. Unos días después en el Main Event emitido el 15 de abril, fue derrotado por Angel Garza, la siguiente semana en el Main Event emitido el 22 de abril, fue derrotado por Lince Dorado y en el Main Event emitido el 29 de abril, derrotó a Akira Tozawa, unos días después en Raw, fue derrotado por Angel Garza, después del combate, Garza le metió una rosa en parte trasera dándole una patada, empezando un corto feudo contra Garza, la siguiente semana en Raw, retó a Garza a otro combate y la siguiente semana en Raw, fue derrotado nuevamente por Angel Garza, después del combate, Garza le metió una rosa en la boca, terminando así el corto feudo. En el Raw del 28 de junio, participó en un Over The Tope Rope Battle Royal para reemplazar a Randy Orton en el Last Chance Triple Threat Match clasificatorio al Men's Money In The Bank Ladder Match en Money In The Bank, sin embargo fue el primer eliminado por Shelton Benjamin, pero durante el combate, después de que Akira Tozawa fuera eliminado, lo cubrió con un "Roll-Up" en ringside, ganando el Campeonato 24/7 de la WWE por séptima vez, pero segundos después fue atacado por R-Truth con un "Lie's Detector" perdiendo el Campeonato 24/7 de la WWE, luego comenzó a perseguir  a Tozawa.
En Survivor Series, participó en el 25-Man Dual Brand Battle Royal en conmemoración a los 25 años de carrera de The Rock, sin embargo fue el primer eliminado por Omos. 5 días después en SmackDown, participó en el Black Friday Invitational Battle Royal por una oportunidad al Campeonato Universal de la WWE de Roman Reigns, sin embargo fue eliminado por Sami Zayn. En el SmackDown! emitido el 24 de diciembre, participó en el 12 Days for Christmas Gauntlet Match por una oportunidad por el Campeonato Intercontinental de la WWE de Shinsuke Nakamura, entrando de séptimo, sin embargo fue eliminado rápidamente por Sheamus.

#### NXT (2022-2024)
Haría una aparición en NXT en diciembre. En el episodio del 14 de febrero de NXT, Gulak traicionó a Hank Walker y se alió con su oponente, Charlie Dempsey, volviéndose heel por primera vez desde 2020. En el episodio de NXT Level Up emitido el 8 de diciembre, junto a Charlie Dempsey derrotaron a Malik Blade Edris Enofé, la siguiente semana en el episodio de NXT del 12 de diciembre, tras bambalinas, junto a Charlie Dempsey, Damon Kemp & Myles (llamados "No Quarter Catch Crew") confrontó al Campeón Norteamericano Dragon Lee informándole que el próximo Desafío Universal (un reto abierto por el Título Norteamericano de NXT) será aceptado por uno de sus muchachos, 2 días después en el episodio de NXT Level Up emitido el 15 de diciembre, junto a Charlie Dempsey fueron derrotados por los Campeones en Parejas de NXT The Family (Tony D'Angelo & Channing "Stacks" Lorenzo) en un combate no titular, a la siguiente semana en el episodio de NXT emitido el 19 de diciembre, su pupilo Charlie Dempsey aceptó el Desafío Universal de Dragon Lee Campeonato Norteamericano de NXT, aunque también fue aceptado por Joe Coffey, sin embargo Dempsey perdió y después del combate, junto a Myles Borne & Damon Kemp atacaron a Lee pero fue salvado por L.W.O (Cruz del Toro & Joaquin Wilde).
En el episodio del 19 de marzo de 2024 de NXT, defendió la Copa Heritage de NXT ante Riley Osborne. El 3 de mayo, se informó que Gulak había sido liberado de su contrato por WWE.

### Circuito independiente (2024-presente)
Después de dejar la WWE, Gulak comenzó a trabajar para la promoción independiente Beyond Wrestling. Durante su tiempo allí, fue incluido en una historia controvertida que se refería a su incidente con Ronda Rousey, preguntándole a Masha Slamovich durante una promoción en el ring "¿Sentiste que era un peligro en el vestuario?".

## Campeonatos y logros
- Beyond Wrestling
  - Tournament For Tomorrow 3:16 (2014) – con Biff Busick

- Championship Wrestling from Hollywood
  - CWFH Heritage Tag Team Championship (1 vez) – con Timothy Thatcher

- Combat Zone Wrestling
  - CZW World Heavyweight Championship (1 vez)
  - CZW World Tag Team Championship (2 veces) – con Andy Sumner
  - CZW Wired Television Championship (1 vez)
  - Chris Cash Memorial Battle Royal (2005)
  - Triple Crown Championship (quinto)

- DDT Pro-Wrestling
  - Ironman Heavymetalweight Championship (1 vez)

- Evolve
  - Evolve Tag Team Championship (1 vez) – con Tracy Williams
  - Style Battle Tournament (2013)

- United Wrestling Network
  - UWN Tag Team Championship (1 vez) – con Timothy Thatcher

- WWE
  - WWE Cruiserweight Championship (1 vez)[Nota 1]
  - WWE 24/7 Championship (7 veces)[Nota 2]
  - Slammy Award (1 vez)
    - Most Creative 24/7 Pin of the Year (2020) Dressed as a janitor on Raw (October 5)

- Pro Wrestling Illustrated
  - Situado en el N°442 en los PWI 500 de 2007
  - Situado en el N°431 en los PWI 500 de 2008
  - Situado en el N°345 en los PWI 500 de 2012[47]
  - Situado en el N°342 en los PWI 500 de 2013[48]
  - Situado en el N°89 en los PWI 500 de 2014[49]
  - Situado en el N°132 en los PWI 500 de 2015[50]
  - Situado en el N°118 en los PWI 500 de 2016[51]
  - Situado en el N°207 en los PWI 500 de 2017[52]
  - Situado en el N°95 en los PWI 500 de 2018
  - Situado en el N°87 en los PWI 500 de 2019
  - Situado en el N°60 en los PWI 500 de 2020
  - Situado en el N°363 en los PWI 500 de 2021